# Тыныштыгулова, Сара Ордембаевна
Сара Ордембаевна Тыныштыгулова (1 января 1942 Саркандский район, Талдыкорганская область, Казахская ССР, СССР) — советская казахская эстрадная певица. Первая исполнительница гимна Республики Казахстан. Народная артистка Казахской ССР (1979). Заслуженная артистка Казахской ССР (1970). Почётный гражданин Алматинской области (2001).

## Биография
- Сара Ордембаевна родилась 1 января 1942 Саркандский район, Талдыкорганская область, Казахская ССР.
- 1966 Окончила Всесоюзная студия эстрадного искусства в Москве.
- 1971 Окончила Казахский национальный университет имени аль-Фараби
- В 1969—1975 годах — солистка республиканского молодёжно-эстрадного ансамбля Гульдер
- С 1975 года и по настоящее время — солистка Республиканского концертного объединения Казахконцерт.

## Творчество
- Первая исполнительница Гимна Республики Казахстан.
- В репертуаре Сары Тыныштыгуловой есть казахские народные песнр и песни казахских композиторов.
- Турнир проводился в Венгрии (1967), Германии (1970, 1975, 1985), Монголии (1970, 1977), Польше (1979), Бирме, Малайзии, Сингапуре, Шри-Ланке (1973, 1974), Сирии (1981 год) и Афганистане (1984 год)). Сара Тыныштыгулова принимала участие в Днях литературы и искусства Казахстана в 1968 году, в России (1977 год), культуре СССР в Финляндии (1970 год) и Бельгии (1974 год).

## Награды
- 1970 — Заслуженная артистка Казахской ССР
- 1979 — Народная артистка Казахской ССР
- 1972 — Медаль «Дружба» (Монгольской Народной Республики)
- 1983 — Почётный гражданин города Хошимин (Вьетнам)
- 1983 — Медаль «Дружбы» (Вьетнам)
- медаль «ветеран афганской войны» и медаль «за боевые заслуги афганской войны»
- 2001 — Почётный гражданин Алматинская область
- 2004 — Медаль «50 лет Целине»
- 2011 — Медаль «20 лет независимости Республики Казахстан»
- 2017 — Орден Парасат за выдающиеся заслуги в искусстве казахской эстрады[1].
- многократный обладатель государственных стипендий в области культуры Республики Казахстан.
- победитель государственного гранта «Лидер Нации в области культуры» РК
- 2018 — Государственная стипендия Первого Президента Республики Казахстан — Елбасы в области культуры[2]